# ピーター・メンジース・ジュニア
ピーター・メンジース・ジュニア（Peter Menzies Jr.）は、オーストラリアの撮影監督。シドニー出身。
父・ピーター・メンジース・シニアも撮影技師。
1990年代後半からハリウッドの大作映画の撮影を多く手掛ける。

## フィルモグラフィ
- ホワイト・サンズ White Sands (1992)
- 黒豹のバラード Posse (1993)
- ゲッタウェイ The Getaway (1994)
- ダイ・ハード3 Die Hard with a Vengeance (1995)
- 評決のとき A Time to Kill (1996)
- フラッド Hard Rain (1998)
- 将軍の娘/エリザベス・キャンベル The General's Daughter (1999)
- 13ウォーリアーズ The 13th Warrior (1999)
- キッド Disney's The Kid (2000)
- ブレス・ザ・チャイルド Bless the Child (2000)
- トゥームレイダー Lara Croft: Tomb Raider (2001)
- カンガルー・ジャック Kangaroo Jack (2003)
- チアガール VS テキサスコップ Man of the House (2005) 劇場未公開
- デンジャラス・ビューティー2 Miss Congeniality 2: Armed and Fabulous (2005)
- グレート・レイド 史上最大の作戦 The Great Raid (2005) 劇場未公開
- フォー・ブラザーズ/狼たちの誓い Four Brothers (2005)
- ストレンジャー・コール When a Stranger Calls (2006)
- ザ・シューター/極大射程 Shooter (2007)
- インクレディブル・ハルク The Incredible Hulk (2008)
- しあわせの処方箋 Hawthorne (2009) テレビドラマ、第1回
- タイタンの戦い Clash of the Titans (2010)
- ミッシング ID Abduction (2011)
- スマイル、アゲイン Playing for Keeps (2012)
- キリングゲーム Killing Season (2013)
- エクスペンダブルズ3 ワールドミッション The Expendables 3 (2014)
- キング・オブ・エジプト Gods of Egypt (2016)
- ROOTS/ルーツ Roots (2016) テレビミニシリーズ
- オール・アイズ・オン・ミー All Eyez on Me (2017)
- ピーターラビット Peter Rabbit (2018)
- ベラのワンダフル・ホーム A Dog's Way Home (2019)
- ピーターラビット2/バーナバスの誘惑 Peter Rabbit 2: The Runaway (2021)